# Карлен Мъкърчан
Карлен Мъкърчан (на арменски Կառլեն Մկրտչյան, роден на 25 ноември 1988 г. в Ереван, СССР) е арменски футболист, национал на Армения, който играе като полузащитник.

## Клубна Кариера

### Пюник Ереван
Карлен започва да играе за резервните отбори на Пюник от ранна възраст, като през 2006 започва да играе в основния отбор. През април 2011 е продаден на украинския ФК Металург (Донецк).

### Металург Донецк
Карлен подписва тригодишен договор със ФК Металург (Донецк). Той е избран 3 пъти за играч на месеца.

## Отличия
- Арменска Премиер Лига с Пюник: 2007, 2008, 2009, 2010
- Арменска Суперкупа с Пюник: 2007, 2009
- Купа на Независимостта с Пюник: 2009, 2010